# زبان بیسلاما
بیسلاما یک زبان کریول مبتنی بر انگلیسی است که در کشور وانواتو صحبت می‌شود. این زبان یکی از سه زبان رسمی این کشور، در کنار انگلیسی و فرانسوی، محسوب می‌شود. 
بیسلاما یکی از چهار نوع گویش بزرگ پیجین ملانزی است

## تاریخچه
در اواخر قرن نوزدهم، بسیاری از ساکنان جزایر اقیانوس آرام، از جمله وانواتو، به‌عنوان کارگران قراردادی به مزارع در استرالیا و فیجی منتقل شدند. در این محیط‌های چندزبانه، یک زبان پیجین شکل گرفت که ترکیبی از واژگان انگلیسی و ساختارهای گرامری زبان‌های محلی بود. این زبان پیجین به تدریج توسعه یافت و به زبان کریول بیسلاما تبدیل شد. 

## ویژگی‌های زبانی
واژگان: بیش از ۹۵٪ واژگان بیسلاما از انگلیسی منشأ می‌گیرند، اما ساختار گرامری آن تحت تأثیر زبان‌های اقیانوسیه است.
خط: از الفبای لاتین استفاده می‌کند و در جزیرهٔ پنتکاست، خط آوویولی نیز برای نوشتن بیسلاما به کار می‌رود. 

## نقش در جامعه
بیسلاما به‌عنوان زبان ملی وانواتو، نقش مهمی در ارتباطات بین مردمان مختلف این کشور ایفا می‌کند. همچنین، سرود ملی وانواتو، "Yumi, Yumi, Yumi"، به زبان بیسلاما سروده شده است.